# Europese weg 019
De Europese Weg 019 of E019 is een Europese weg die in Kazachstan loopt van Petropavl aan de E 125, naar Zapadnoe (Западное) aan de E 123 en de E 016.

## Algemeen
De Europese weg 019 is een Klasse B-verbindingsweg en verbindt het Kazachse Petropavl met het Kazachse Zapadnoe en komt hiermee op een afstand van ongeveer 270 kilometer. De route is door de UNECE in 2002/2003 als volgt vastgelegd: Petropavl – Zapadnoe (Западное).